# Awdimu
Awdimu (gr. Αυδήμου) – wieś w Republice Cypryjskiej, w dystrykcie Limassol. W 2011 roku liczyła 535 mieszkańców.